# マイク・シーゲル
マイク・シーゲル（Mike Sigel,1952年-）はアメリカのプロビリヤード選手。キュー製作者としても著名。

## 生い立ち
13歳でポケットビリヤードを始め、プロ1年目の弱冠20歳でUSオープン優勝を果たす。その後は世界を代表するトッププレーヤーの一人として活躍し、10回の世界選手権（当時は複数の世界選手権が存在した）や6度のUSオープン優勝を含め、105のタイトルを獲得している。1994年にトーナメントから引退し、自身の経験をもとにキューの製作に専念するが、その後も招待を受けたいくつかのトーナメントで優勝。

## 特筆
- プレイヤー・オブ・ザ・イヤーに4度選ばれている。
- 史上最も若い35歳という年齢でビリヤード殿堂入りを果たした。また、ウィリー・モスコーニやエフレン・レイズをおさえ、ビリヤード業界の選ぶ20世紀最大の偉人に選ばれた。
- 同時期に活躍したニック・バーナーと同じくジョス (Joss) のキューを愛用していた。
- 第14回USオープン14-1選手権で、150点のコンティニュアスの世界最速記録を樹立した。

## メディア出演

### TV・新聞
- アメリカでTV出演多数。（英語版を参照のこと）

### 映画
- ジェームズ・コバーンの新ハスラー - オープニングでトリックショットを披露。
- ハスラー2では本編のメインであるビリヤードシーンのテクニカルアドバイザーを務めた。

### ビデオ
- 『Mike Sigel's Winning Edge on Pocket Billiards』- 1987年、教則ビデオ。